# Giuseppe Del Giudice

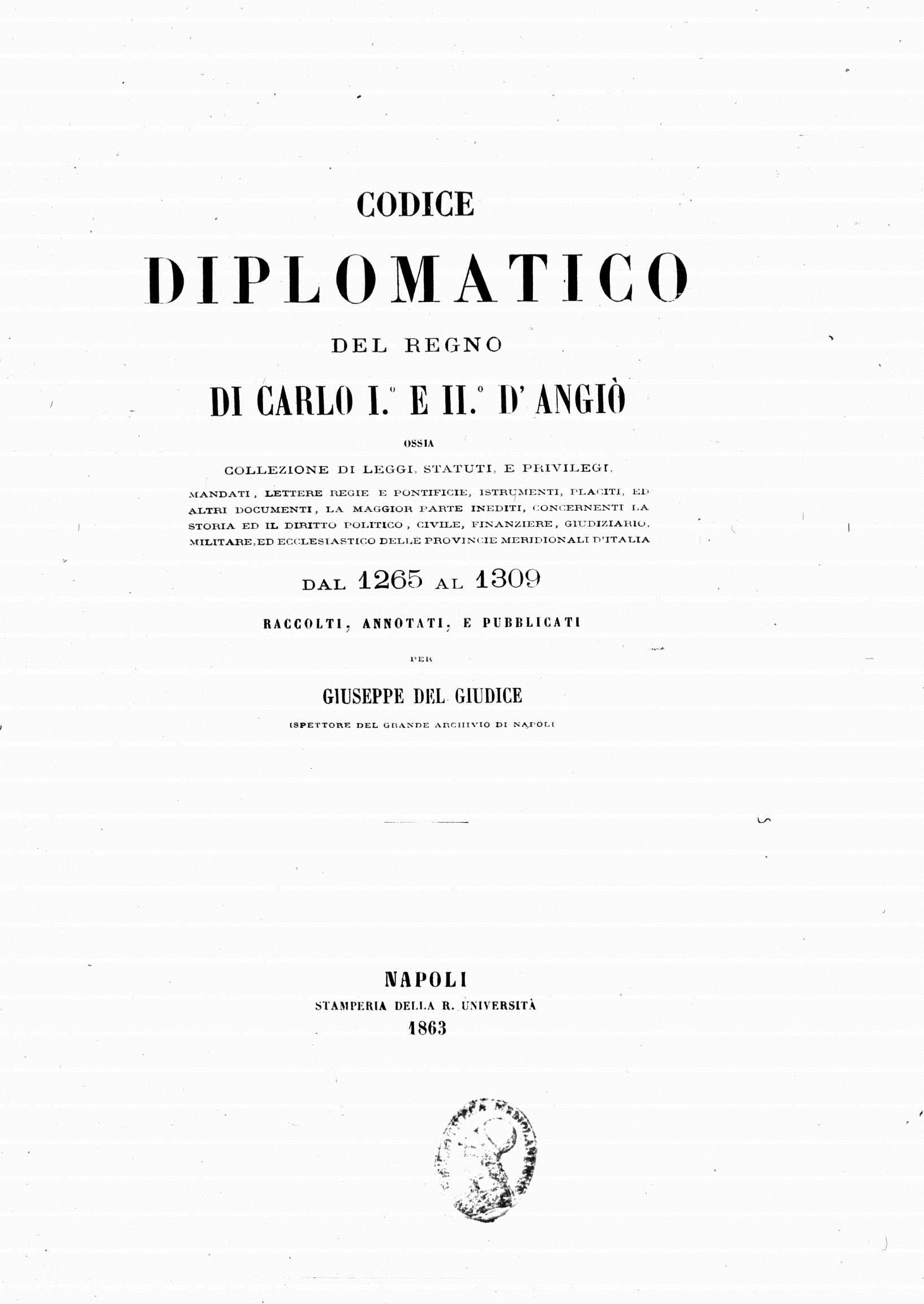
Codice diplomatico del Regno di Carlo I e II d'Angiò, 1863

Giuseppe Del Giudice (Napoli, 1819 – Napoli, 1909) è stato un archivista e storico italiano.

## Biografia
Del Giudice ricoprì l'incarico di primo archivista dell'Archivio di Stato di Napoli durante il periodo della soprintendenza di Bartolomeo Capasso (1882-1900). 
Una delle sue aree principali di ricerca fu la studio dei registri della Cancelleria Angioina. Questi documenti sono stati alla base di molti dei suoi lavori. 
Fu inoltre l'autore di una biografia di Carlo Troya.
Del Giudice fu, assieme a Bartolomeo Capasso e Giuseppe de Blasiis, tra i fondatori della Società Napoletana di Storia Patria (5 gennaio 1876).
Nel 1896 Del Giudice venne nominato cavaliere dell'Ordine Mauriziano.

## Opere
- Codice diplomatico del Regno di Carlo I e II d'Angiò, vol. 1, Napoli, Stamperia della Regia Università, 1863.
- Codice diplomatico del Regno di Carlo I e II d'Angiò, vol. 2, Napoli, Stamperia della Regia Università, 1869.
- Del grande archivio di Napoli delle scritture antiche e moderne che contiene e del loro ordinamento, 1871.
- Diplomi inediti di Re Carlo I d'Angio riguardanti cose marittime, 1871.
- Del Codice diplomatico angioino e della altre mie opere, Napoli, Tipografia dei fratelli Testa, 1872.
- Il giudizio e la condanna di Corradino. Osservazioni critiche e storiche, 1876.
- Una legge suntuaria inedita del 1290. Comento storico-critico, 1884.
- La famiglia di re Manfredi, narrazione storica di Giuseppe del Giudice, 1896.
- Carlo Troya, vita pubblica e privata, studi opere, 1899.
- La legittimità dei figli di Manfredi e la difesa dell'Anonimo di Trani e di Forges Davanzati: dissertazione in risposta alle obiezioni del Dr. G. Ficker, 1899.